# La Democracia (diario)
La Democracia, subtitulado como El diario más antiguo de la provincia, fue un periódico español que nació en La Bañeza como semanario en 1899, para pasar a León (España) en 1902, donde se convirtió en diario, según Carro Celada.
Propiedad de Francisco Sanz, Daniel Calvo fue su director. No obstante, Miguel Castaño, que empezó trabajando como tipógrafo del diario, llegaría a ser posteriormente el director y propietario del mismo durante la Segunda República. Castaño sería elegido alcalde de la ciudad y Diputado en Cortes por el PSOE en el indicado periodo, lo que advierte la línea izquierdista, progresista, republicana (y en cierto modo, anticlerical) de esta cabecera. Con el estallido de la Guerra Civil en julio de 1936, La Democracia dejó de publicarse tras el derrocamiento de la República a manos de las fuerzas sublevadas y después de que estas destruyeran su sede y su archivo. Sus instalaciones fueron incautadas por los sublevados, desde las cuales se comenzaría a imprimir el diario Proa, cuyo primer número salió a la calle el 10 de noviembre de 1936.
En Santa Cruz de Tenerife ya existió un periódico político con este mismo nombre, publicado entre el 5 de febrero de 1881 y el 31 de mayo de 1884.